# 葉海亞·哈桑·I·哈比卜
叶海亚·哈比卜（阿拉伯语：‎，1986年4月2日—），沙烏地阿拉伯男子田徑運動員，2006年亞洲運動會100公尺冠軍。2006年12月9日，亞洲運動會男子田徑100公尺決賽中，代表沙烏地阿拉伯的Yahya Habeeb奪冠，成績是10.32秒（W：0.0）。

## 外部連結
- 葉海亞·哈桑·I·哈比卜在的頁面